# 阿瓜佩河

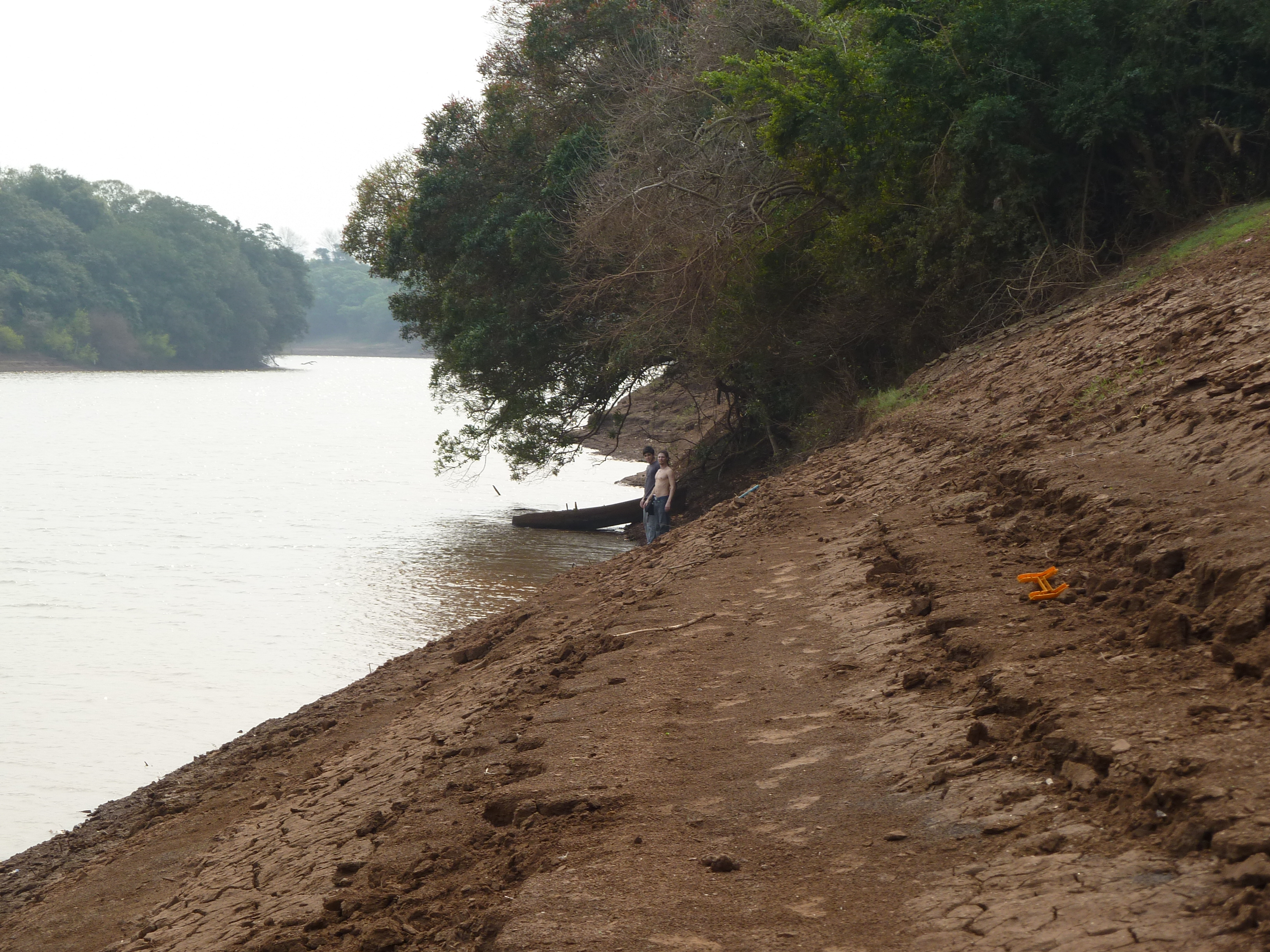
阿瓜佩河

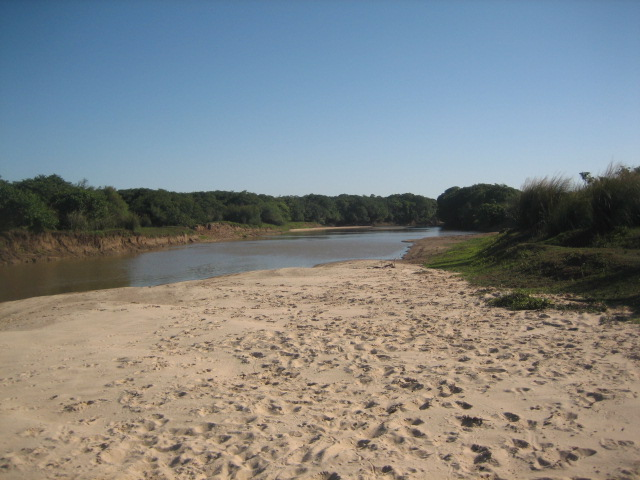
阿瓜佩河

阿瓜佩河（西班牙語：Río Aguapey）是阿根廷的河流，位於該國東南部，由科連特斯省負責管轄，屬於烏拉圭河的右支流，河道全長310公里，流域面積8,106平方公里。